# Robert Lang (Politiker)
Karl Robert Lang (* 29. September 1866 in Tanna; † 7. September 1955 ebenda) war ein deutscher Bürgermeister und Politiker.

## Leben
Lang war der Sohn des Bäckermeisters Karl Gustav Lang in Tanna und dessen Ehefrau Louise Karoline geborene Lecker. Lang, der evangelisch-lutherischer Konfession war, heiratete am 13. Juni 1891 in Tanna Witta Olga Rudolph (* 18. April 1864 in Tanna; † 9. Oktober 1959 ebenda), die Tochter des Landwirts Karl Louis Rudolph in Tanna.
Lang besuchte die Volksschule und wurde Bäcker. Später war er Bürgermeister in Tanna.
Vom 25. Januar 1914 bis zum 12. Februar 1919 war er Mitglied im Landtag Reuß jüngerer Linie.